# Tadeusz Twarogowski
Tadeusz Twarogowski (ur. 12 stycznia 1917 w Świedziebni, zm. 1989) – polski pisarz i tłumacz literatury. Twórca literatury popularnonaukowej (fabularyzowane biografie ludzi nauki i kultury) oraz literatury fantastycznonaukowej. Jego książki tłumaczone były na języki obce (m.in. rosyjski).
Debiutował książką Puchar Przechodni (wspólnie z J. Niecieckim) w roku 1948.

## Twórczość

### Powieści fantastycznonaukowe
- W krainie Srebrnego Hariki, (powieść SF dla młodzieży), Warszawa, Nasza Ksiegarnia, 1971
- Klęska dyktatora (zbiór opowiadań SF), Warszawa, Nasza Ksiegarnia, 1976

### Utwory popularnonaukowe
- Pogromca piorunów, Warszawa, Nasza Księgarnia, 1958
- Trzy Rocznice, 1959 (wspólnie z T. Greb)
- Wielki samouk, 1961
- Zamach w Sarajewie (seria Sensacje XX Wieku), 1962
- Droga do Cambridge, Warszawa Nasza Księgarnia, 1963
- Orzeł Rifu (seria Sensacje XX Wieku), 1964
- Bibliotekarz króla Jana, Warszawa Nasza Księgarnia, 1971
- Krwią i blizną. Z dziejów oręża polskiego, Warszawa Nasza Księgarnia, 1972
- Ich pasją była fizyka, Warszawa, Nasza Księgarnia, 1976
- Czekoladowy Sen, Warszawa, Nasza Księgarnia, 1976
- Astronom ich królewskich mości, Warszawa, Nasza Księgarnia, 1977

### Opowiadania
- Don Pablo nie wróci, 1957
- Tajemnica zaginionego lądu, 1976
- Typ spod ciemnej gwiazdy, 1976

### Tłumaczenia
- Wenus Gwiazda Zaranna, Konstantin Wołkow, Warszawa, Nasza Księgarnia, 1960 (w serii "Klub 7 Przygód").